# Autolytus rubrovittatus
Autolytus rubrovittatus is een borstelworm uit de familie Syllidae. Het lichaam van de worm bestaat uit een kop, een cilindrisch, gesegmenteerd lichaam en een staartstukje. De kop bestaat uit een prostomium (gedeelte voor de mondopening) en een peristomium (gedeelte rond de mond) en draagt gepaarde aanhangsels (palpen, antennen en cirri).
Autolytus rubrovittatus werd in 1864 voor het eerst wetenschappelijk beschreven door Claparède.